# Liste de musées ferroviaires
Liste de musées ferroviaires est une liste non exhaustive des musées du chemin de fer dans le monde.

## Afrique

### Égypte
- Musée ferroviaire du Caire

### Kenya
- Musée du chemin de fer de Nairobi

### Sénégal
- Musée régional de Thiès

## Amérique du Nord

### Canada
- Musée ferroviaire canadien
- Lieu historique national du Canada de la Rotonde-de-la-Rue-John (Canadien-Pacifique)
- Railway Coastal Museum
- Dauphin Rail Museum

### États-Unis
- California State Railroad Museum
- Railroad Museum of Pennsylvania

## Europe

### Allemagne
- Bahnpark Augsburg
- Musée ferroviaire sud-allemand d'Heilbronn
- DB Museum Nuremberg

### Autriche
- Schwechat
- Feld und industriebahnmuseum, Freiland

### Belgique
- Chemin de fer à vapeur des Trois Vallées
- Gare de Treignes
- Train World à côté de la gare de Schaerbeek à Bruxelles
- Centre du Rail et de la Pierre à Jemelle
- Musée du transport urbain bruxellois
- Musée des transports en commun de Wallonie, Liège
- ASVi, Thuin
- Musée du Tramway, Schepdael
- Rétrotrain, Saint-Ghislain

### Biélorussie
- Musée de l'ingénierie ferroviaire, ouvert en 2002 à Brest (Biélorussie).

### Espagne
- Musée du chemin de fer de Catalogne, à Vilanova i la Geltrú

### France
- Cité du train à Mulhouse
- Écomusée du haut-pays et des transports à Breil-sur-Roya (Alpes-Maritimes)
- Musée ferroviaire de Mornac-sur-Seudre
- Musée du Chemin du Fer à Nîmes
- Rosny-Rail à Rosny-sous-Bois
- Musée des tramways à vapeur et des chemins de fer secondaires français à Butry-sur-Oise
- Musée du Rail à Dinan
- Musée du Train à Guiscriff
- Musée vivant du Chemin de Fer  à Longueville
- Musée lorrain des cheminots
- Musée Rambolitrain à Rambouillet
- Musée des Transports de Pithiviers à Pithiviers
- Projet «Train des rêves» à Dracy-Saint-Loup

### Italie
- Musée national ferroviaire de Pietrarsa
- Musée national des Transports de La Spezia.
- Musée ferroviaire de Trieste Campo Marzio (Actuellement fermé pour cause de renovations majeures depuis le 18 juillet 2017).

### Lettonie
- Musée de l'histoire ferroviaire letton, à Riga.

### Pays-Bas
- Museum Buurtspoorweg
- Musée national des chemins de fer néerlandais
- Stoomtrein Goes-Borsele

### République tchèque
- Musée national des techniques de Prague

### Pologne
- Musée du chemin de fer de Kościerzyna

### Portugal
- Museu Nacional Ferroviário

### Roumanie
- Musée des locomotives à vapeur de Sibiu

### Royaume-Uni
- British National Railway Museum
- Musée des Sciences et de l'Industrie (Manchester)
- Shildon Locomotion Museum

### Russie
- Musée ferroviaire de Saint-Pétersbourg, dans l'ancienne gare de Varsovie à Saint-Pétersbourg.
- Musée ferroviaire de la gare Riga à Moscou.
- musée ferroviaire de la gare de Paveliets à Moscou.

### Serbie
- Musée ferroviaire à Belgrade.

### Suisse
- Chemin de fer-musée Blonay-Chamby à Montreux

### Ukraine
- Musée ferroviaire de Kharkiv.
- Musée ferroviaire de Kiev.
- Musée ferroviaire de Donetsk.

## Asie

### Arménie
- Musée ferroviaire arménien

### Azerbaïdjan
- Musée ferroviaire d'Azerbaïdjan

### Chine
- Musée du rail de Hong Kong

### Japon
- Hara Model Railway Museum à Yokohama
- Keio Rail-Land à Hino
- Kyoto Railway Museum à Kyoto
- Kyushu Railway History Museum à Kitakyūshū
- Musée Tōbu à Tokyo
- Nagoya City Tram & Subway Museum à Nisshin
- Parc du chemin de fer d'Ōme à Ōme
- Railway Museum à Saitama
- Romancecar Museum à Ebina
- SCMaglev and Railway Park à Nagoya
- Tokyo Metro Museum à Tokyo
- Usuitouge Railway Heritage Park à Annaka

## Océanie

### Nouvelle-Zélande
- List of New Zealand railway museums and heritage lines (en)